# Aveyron
Aveyron (wymowaⓘ) – francuski departament położony w regionie Oksytania. Utworzony został podczas rewolucji francuskiej 4 marca 1790. Departament oznaczony jest liczbą 12.
Według danych na rok 2010 liczba zamieszkującej departament ludności wynosi 276 805 os. (31 os./km²); powierzchnia departamentu to 8735 km². Ośrodkiem administracyjnym (prefekturą) i największym miastem departamentu jest Rodez.
W 2023 roku w skład departamentu wchodziło 285 gmin (lista).

## Miejscowości
Największe miejscowości departamentu (w nawiasach liczba ludności w 2021 roku):

- Rodez (24 207)
- Millau (21 712)
- Onet-le-Château (11 873)
- Villefranche-de-Rouergue (11 720)
- Saint-Affrique (7992)
- Luc-la-Primaube (6000)
- Decazeville (5111)
- Espalion (4624)
- Capdenac-Gare (4407)
- Sévérac d’Aveyron (4062)
- Aubin (3552)
- Olemps (3503)
- Sébazac-Concourès (3297)
- Druelle Balsac (3188)
- Baraqueville (3163)
- Bozouls (2978)
- Flavin (2370)
- Firmi (2348)
- Le Monastère (2308)
- Salles-la-Source (2302)
- Calmont (2196)
- La Cavalerie (2195)
- Saint Geniez d’Olt et d’Aubrac (2192)
- Laissac-Sévérac l’Église (2155)
- Naucelle (2023)
- Rignac (2009)